# Georges-Robert Lefort
Pour les articles homonymes, voir Lefort.
Georges-Robert Lefort, né à Paris le 27 février 1875, et mort  à Guingamp le 23 novembre 1954 est un architecte français.

## Biographie
Georges Robert Lefort est élève de l'architecte François Goemans (1865-1951) en 1895-1896, puis élève de l'atelier d'Edmond Paulin (1848-1915) à l’école des Beaux-Arts de Paris. Il obtient son diplôme en 1900. Il a une activité débordante au sein des organismes provinciaux et nationaux: Société des Architectes diplômés par le Gouvernement, Société  centrale, Syndicat  des  architectes  du  Nord-Ouest, Association  provinciale des architectes français, Conseil régional de l’Ordre des architectes, membre du jury de l’Exposition internationale en 1937.
Installé à Guingamp, Georges-Robert Lefort était enseignant à l'école régionale des beaux-arts de Rennes. Membre de la Commission technique de la  loi  Loucheur, il est également  membre  du  comité  de  direction  de  la  revue  La  Construction  moderne  et  du  Comité  de  rédaction  de  L’Architecture  française.  Architecte  de  la  ville  de Rennes en 1910, il est aussi architecte des hospices civils de la ville. Il a une agence dans cette ville, où il exerce en association avec Emmanuel Gontier de 1921 à 1935. Il enseigne à l’École régionale des beaux-arts  de  Rennes  de  1923  à  1934,  qu’il  dirige  de  1935  à  1947.  En parallèle, il exerce également à Guingamp, où il collabore avec l’architecte Georges Beck (1900-1961). Il est aussi architecte ordinaire des Monuments historiques de 1923 à 1942. Puis il est nommé architecte en chef du ministère de la Reconstruction et de l’Urbanisme après la guerre.

## Réalisations
- Caisse d'épargne de Saint-Brieuc (1909), inscrit Monument Historique en 1995, label XXe[4].
- Maison de villégiature « Lan Kerellec » (1909), à Trébeurden[5].
- Grand hôtel de la plage, à Perros-Guirec (1924)[6].
- Lycée Laënnec à Pont-l'Abbé (1929).
- Gare de Dinan (1932), inscrite MH en 1995[7].
- Grand séminaire de Saint-Brieuc, (1925-1927), inscrit MH en 1995, label XXe[8].
- Les Grands Garages bretons à Saint-Brieuc (1930)
- Maison de villégiature « Kestellic » (1947), à Plouguiel[9].

Les archives de son cabinet sont conservées aux archives départementales des Côtes-d'Armor.

## Œuvres collections publiques
- Rennes Musée de Bretagne

## Élèves
- Paul Éveillard (1915-?), première formation avant d'être l'élève de Paul Bigot à l'École nationale supérieure des beaux-arts.
- Albert Hec (1900-1965), architecte, admis en 1920.